# Šipački Breg
Šipački Breg – wieś w Chorwacji, w żupanii zagrzebskiej, w mieście Samobor. W 2011 roku liczyła 44 mieszkańców.